# Marcello Guidi
Marcello Guidi (Cagliari, 6 maggio 1997) è un nuotatore italiano, specializzato nel nuoto di fondo.

## Biografia
Ai Campionati europei di nuoto di Glasgow 2018 si è classificato 5º nella 5 km. Ai Giochi del Mediterraneo sulla spiaggia di Patrasso 2019 ha vinto l'argento nella 5 km e nella staffetta mista.
Ai mondiali di Gwangju 2019 ha ottenuto il 17º posto nella 5 km. Ai Giochi mondiali sulla spiaggia di Doha 2019 ha vinto la medaglia d'oro nella 5 km.
Ha preso parte agli europei di Budapest 2020 e Roma 2022, classifcandosi rispettivamente al 6º e all'8º posto.
Ha preso parte a numerose tappe di coppa Europa, vincendo il bronzo a Navia nel 2018, l’argento a Piombino nel 2022, il bronzo ad Alghero nel 2022 e nel 2023 il bronzo ad Eilat. Nel 2024 prende parte agli europei di Belgrado, dove vince la medaglia d'argento nella 5 km a squadre e quella di bronzo nella 5 km. L'anno successivo conquista la sua prima medaglia mondiale, arrivando secondo nella staffetta mista ai mondiali di Singapore.

## Palmarès
- Mondiali

Singapore 2025: argento nella staffetta mista
- Europei

Belgrado 2024: argento nella staffetta mista, bronzo nella 5 km
Cittavecchia 2025: argento nella staffetta mista
- Giochi mondiali sulla spiaggia

Doha 2019: oro nella 5 km
- Giochi del Mediterraneo sulla spiaggia

Patrasso 2019: argento nella 5 km e nella staffetta mista
Heraklion 2023: oro nella 5 km